# Оливье, Теодор
Оливье, Теодор (фр. Théodore Ollivier; 14 января 1793, Лион, Франция) — 5 августа 1853, там же) —  французский математик и механик..

## Биография
Теодор Оливье родился в Лионе. Окончил Политехническую школу в Париже и Артиллерийскую школу в Метце. Служил в армии артиллерийским офицером. В 1821 году приглашен в Швецию для участия в организации Политехнической школы. Преподавал в Военной академии в Мариенборге. По возвращении во Францию принял деятельное участие в организации в Париже Центральной школы искусств и ремесел.
Профессор начертательной геометрии в Консерватории искусств и ремесел, репетитор Политехнической школы. Исследования ученого относятся к начертательной и дифференциальной геометрии. Считается одним из основоположников теории зубчатых зацеплений. Разработал геометрическую теорию зубчатых зацеплений. В качестве общего способа получения любых зацеплений предложил способ огибающих поверхностей.
Детей не имел.

## Основные труды
- Théorie  géométrique  des  engrenages  destinés  à  transmettre  le  mouvement  de  rotation  entre deux axes situés dans un même plan (1842)